# Konstantinos Tsiklitiras
Konstantinos "Kostas" Tsiklitiras, grekiska: Κωνσταντίνος "Κώστας" Τσικλητήρας, född 30 oktober 1888 i Pylos, död 10 februari 1913 i Nomós Ioannínon, var en grekisk idrottare och olympisk mästare.

## Biografi
Tsiklitiras föddes i Pylos på Peloponnesos och flyttade sedermera till Aten för att studera vid en handelsskola. Det var här Tsiklitiras inledde sin idrottskarriär. Han spelade fotboll för Panathinaikos samt vattenpolo, men är mest känd för sina fyra olympiska medaljer (ett guld, två silver och ett brons) i stående längdhopp och stående höjdhopp. Han blev grekisk mästare totalt 19 gånger. 
Hans karriär fick ett abrupt slut 1913 när han kämpade som frivillig i första Balkankriget. Han stred vid slaget vid Bizani och även om han kunde undvika värnplikt insisterade han på att få slåss för sitt land. Han drabbades av hjärnhinneinflammation och dog vid 24 års ålder.
Hans barndomshem finns fortfarande att besöka i Pylos. Detta är numera ett museum som visar Tsiklitiras idrottsliga prestationer. Framför museet kan man beskåda en marmorstaty föreställande Tsiklitiras.